# Nebbiolo

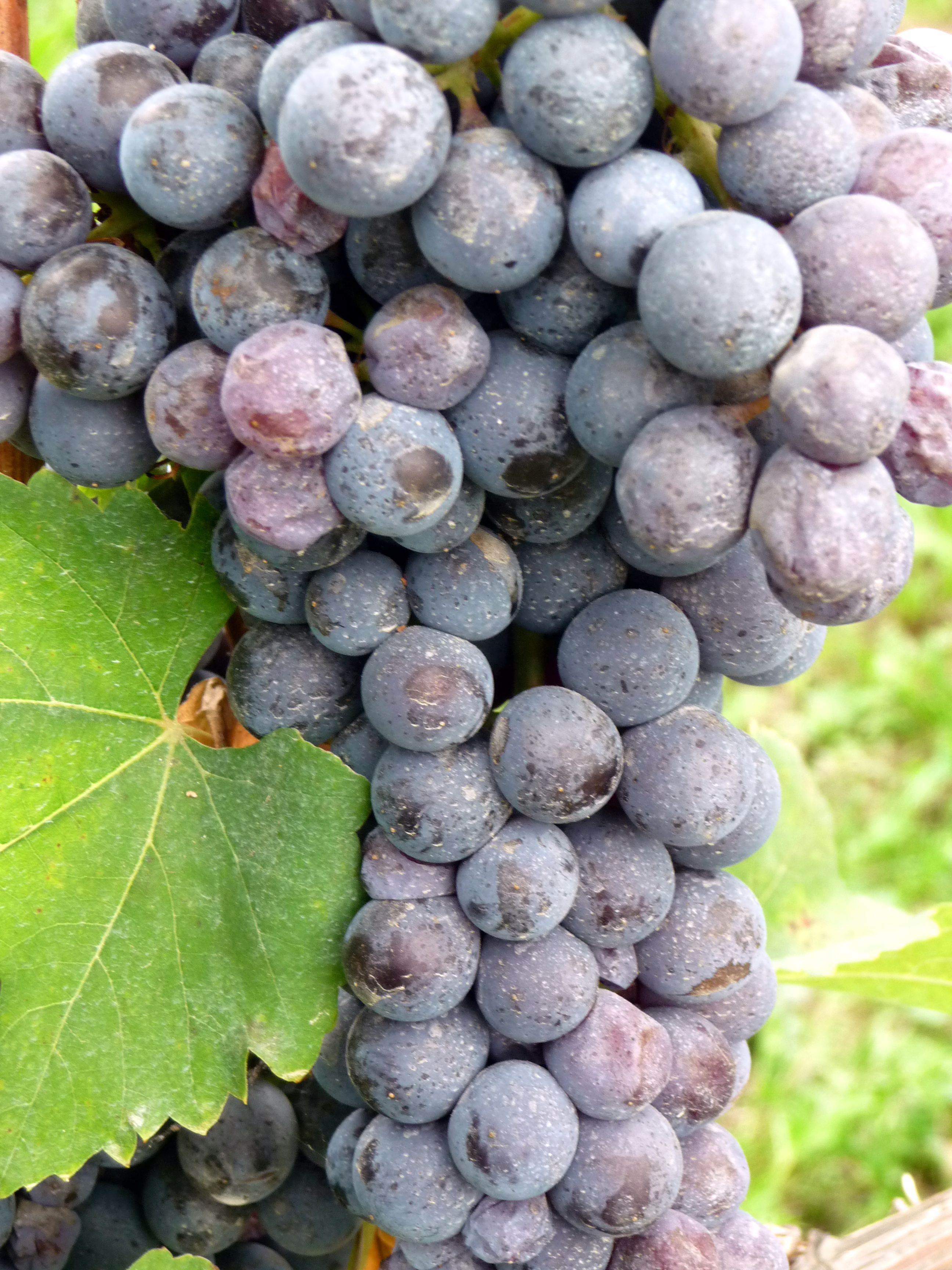
Un racimo de nebbiolo.

La nebbiolo (nebieul en piamontés) es una uva tinta asociada sobre todo con el Piamonte, en Italia. Se encuentra en las Denominazione di Origine Controllata e Garantita (DOCG) de Barolo, Barbaresco, Roero, Gattinara y Ghemme.
Se cree que nebbiolo deriva de la palabra italiana nebbia, que significa "niebla". Durante la cosecha, que generalmente tiene lugar en octubre, una intensa niebla se adentra en la región de las Langhe, donde se encuentran los viñedos de nebbiolo. La explicación alternativa hace referencia al velo lechoso, similar a la niebla, que crece sobre la piel de las uvas cuando alcanzan la madurez. También es posible que derive de la palabra italiana nobile, que significa noble.
La nebbiolo produce vinos tintos de color claro que pueden ser muy tánicos en su juventud, con aromas a alquitrán y a rosas. A medida que el vino envejece, desarrolla matices a piel de naranja en el borde de la copa y madura para revelar otros aromas y sabores, como a violetas, alquitrán, hierbas salvajes, cerezas, grosellas, trufas, tabaco y ciruelas pasas. Los vinos pueden requerir años de envejecimiento para equilibrar el nivel de taninos con otras características.

## Historia

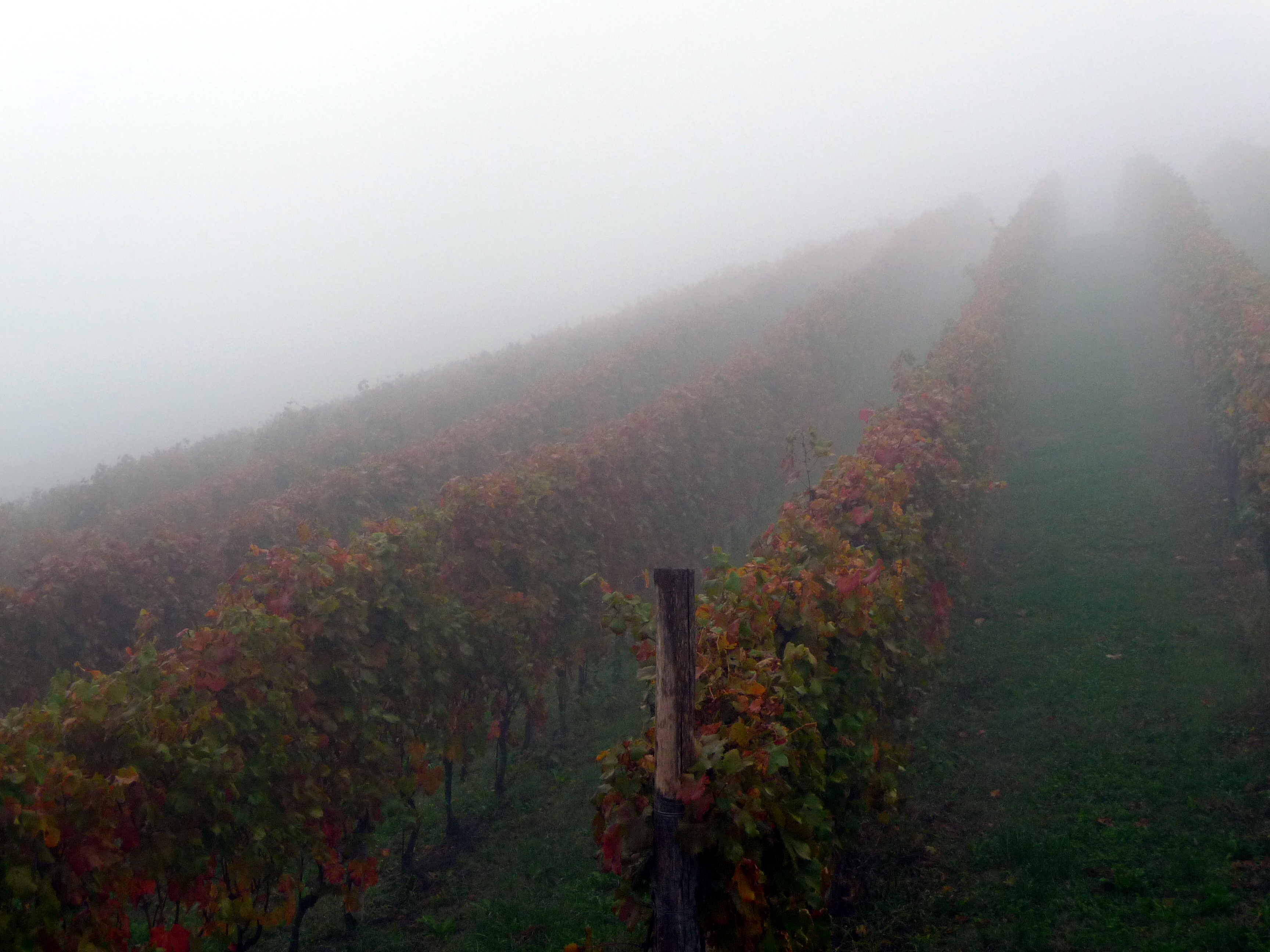
Comienzo de una mañana con niebla en un viñedo de nebbiolo en las Langhe. La palabra italiana para niebla, nebbia, es uno de los posibles orígenes del nombre.

Los ampelógrafos creen que la nebbiolo es nativa de la región de Piamonte, aunque algunos análisis de ADN sugieren que se podría haber originado en Lombardía, que se encuentra más al este. En el siglo I a. C., Plinio el Viejo describió la calidad excepcional del vino producido en Pollenzo, una región localizada al noroeste de lo que ahora es la zona DOCG de Barolo. Aunque Plinio no menciona explícitamente el nombre de la uva de la que se hacía el vino de Pollenzo, la descripción del vino guarda similitudes con las descripciones posteriores de los vinos basados en nebbiolo. La de Plinio podría ser primera referencia a la nebbiolo de la región de Piamonte. La primera mención explícita a la nebbiolo data de 1268. En ella se dice que la "nibiol" crecía en Rívoli, cerca de Turín. Tras esta, hay otra referencia de 1303, en la que un productor del distrito de Roero dice tener un barril de "nebiolo" (sic). En el tratado de 1304 titulado  Liber Ruralium Commodorum, el jurista italiano Pietro Crescenzi describe el vino hecho de "nubiola" (sic) como de excelente calidad. Hay estatutos del siglo XV de la región de La Morra (que está en la zona de Barolo) que demuestran la alta estima que se tenía a la vida de nebbiolo en esa área. De acuerdo con estas leyes, las penas por cortar vides de nebbiolo iban de una simple multa a la amputación de la mano en caso de reincidencia.
La primera vez que esta vid recabó atención fuera del Piamonte fue en el siglo XVIII, cuando los británicos buscaban una alternativa al vino de Burdeos por su prolongado conflicto con los franceses. No obstante, la dificultad para transportar el vino de Piamonte a Londres llevó a los británicos a proveerse en Oporto y en Jerez. No obstante, las plantaciones de nebbiolo siguieron creciendo durante el siglo XIX hasta que los viñedos fueron devastados por la filoxera. Muchos propietarios decidieron replantar sus fincas con otras variedades de uva, entre las que destacó la barbera. Hoy, la nebbiolo supone menos del 6 % de los viñedos del Piamonte.

### Relación con otras variedades
En 2004, las investigaciones de la Universidad de California en Davis y del Instituto Agrario de San Michele all'Adige descubrieron que la nebbiolo estaba relacionada con Piamonte a través de dos variedades aromáticas, la freisa de Piamonte y la viognier del Ródano. Esta investigación sugería una relación de parentesco entre la nebbiolo y varias variedades que se encuentran en Piamonte, como la freisa, la bubbierasco, la nebbiolo rosé y la vespolina, con las uvas lombardas negrara y rossola nera. Análisis adicionales de ADN también sugieren un parentesco con la uva lombarda brugnola. Antes se creía que brugnola era solamente un sinónimo de la uva fortana, de Emilia-Romana.

## Viticultura
La nebbiolo es una de las primeras variedades del Piamonte que muestran brotes y la última variedad que madura. La cosecha tiene lugar a mediados o a finales de octubre. En algunas cosechas, los productores son capaces de recoger la uva y completar la fermentación de la barbera y la dolcetto antes de que la nebbiolo haya sido cosechada.
Para ayudar a la madurez, los productores ponen a disposición de la nebbiolo los mejores sitios, al sur y al suroeste de las laderas, lo que les da más acceso a la luz solar.
La localización más adecuada es una elevación de entre los 150 y los 300 metros y se le debe de proveer de alguna protección natural del viento. La vid es muy susceptible al coulure (enfermedad que afecta a las uvas y se manifiesta por la caída prematura del fruto), sobre todo si hay humedad durante la brotación o la floración. Aunque las lluvias durante ese periodo pueden afectar a los rendimientos y a la cantidad, las lluvias que tienen lugar después del periodo de veraison pueden ir en detrimento de la calidad. Las botellas más caras de nebbiolo de Piamonte suelen proceder de temporadas en las que ha habido un tiempo seco durante septiembre y octubre.
La nebbiolo necesita suficiente calor para desarrollar sus niveles de azúcares y sus sabores afrutados necesitan estar equilibrados con la alta acidez y los taninos. En las áreas de climas más fríos, como las regiones subalpinas de Carema, Valtellina y Donnaz, la uva producirá vinos de cuerpo medio con falta de acidez y de taninos, que sí obtendrían en lugares con temporadas más cálidas.
La nebbiolo no se adapta particularmente bien a varios tipos de viñedos. Prefiere terruños con una alta concentración de mármol calcáreo como los que hay en el lado derecho del río Tanaro, en el entorno de Alba, donde se producen la barolo y la barbaresco. La vid puede prosperar en suelos arenosos, como los que hay en el lado izquiero del río Tanaro, en el distrito de Roero, pero los vinos de este tipo de suelo tienden a no ser tan aromáticos, careciendo sobre todo de su clásico aroma a alquitrán.
El pH ligeramente ácido del terruño arenoso de Roero tiende a producir vinos que se curten pronto. Los vinos más ligeros de Ghemme y de Gattinara provienen del terruño pórfido de las colinas que hay entre Novara y Vercelli. En la parte baja del valle de Aosta, el terruño tiene una alta concentración de granito, mientras que los suelos de la región lombarda de Valtellina tienen abundancia de esquisto. La capacidad de drenaje y la concentración de magnesio y potasio del suelo pueden influir en el vino de nebbiolo.

### Clones
Al igual que muchas variedades (como la pinot noir) con un antiguo pedigree, la vid de nebbiolo es genéticamente inestable y propensa a la mutación. En 2001, había unos 40 clones diferentes de nebbiolo identificados. Los tres principales usados para la vinificación son la uva lampia, la michet y la rosé nebbiolo (que es distinta de la variedad de uva llamada nebbiolo rosé). La rosé nebbiolo ha decaído en los últimos años debido al color claro de su vino. La lampia se adapta mejor a los diferentes tipos de terruño. Tal vez debido a la endogamia del linaje de la nebbiolo, esta vid es muy propensa a las enfermedades virales de la uva. Los racimos más pequeños de la cepa lampia y sus rendimientos más bajos hacen que produzca vinos más concentrados. En muchos viñedos, los productores mantienen una misma variedad de clon de nebbiolo para maximizar la complejidad de sus vinos. Cabe mencionar que ahora en México, en la famosa región de vino llamada Valle de Guadalupe se encuentra un Clon de Nebbiolo, con el cual se están haciendo excelentes vinos, sin duda una oportunidad para conocer el vino Mexicano Nebbiolo.AAG Frats.

## Vinificación

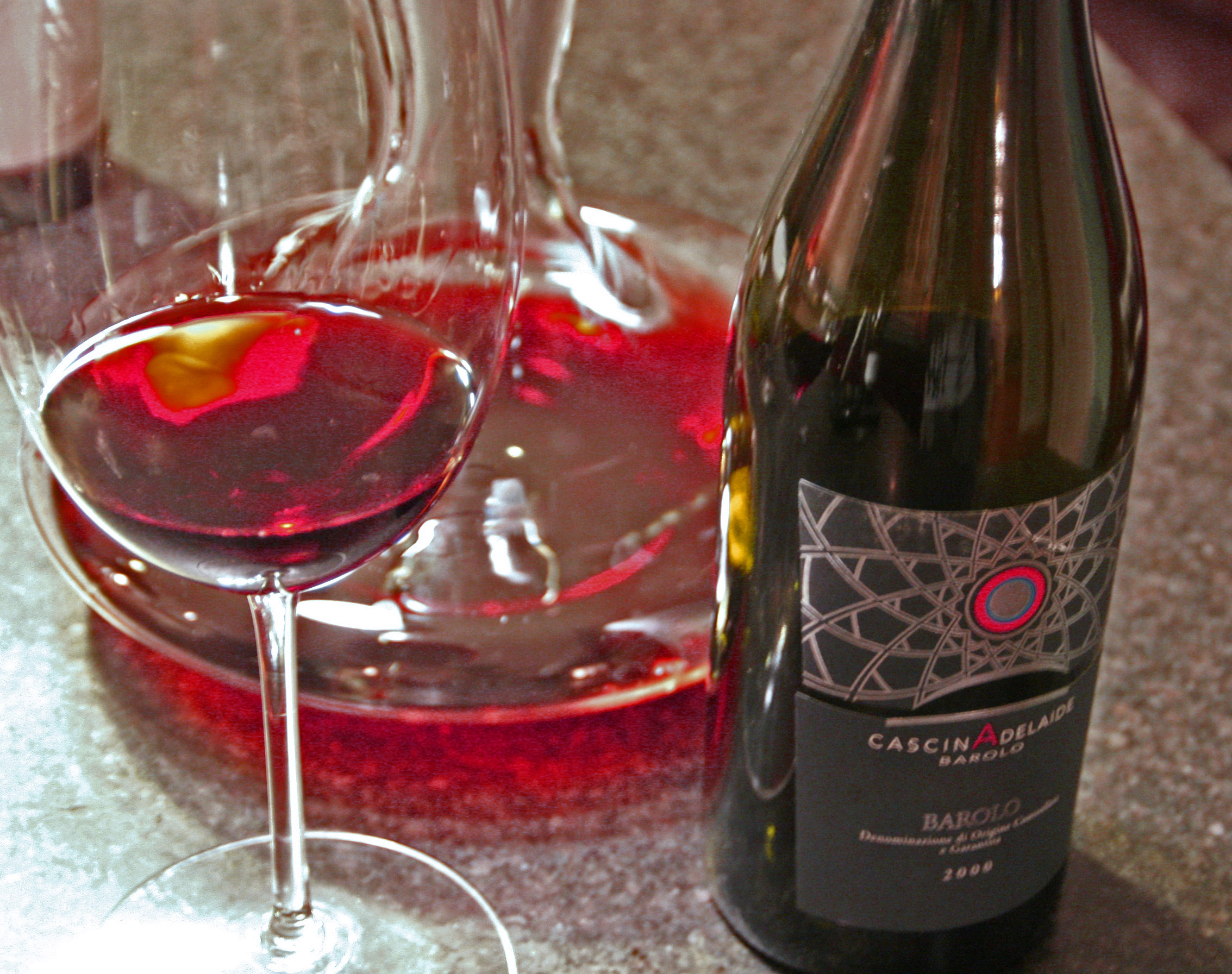
Los nebbiolos jóvenes suelen tener un ligero color rubí.

Los mejores ejemplares de nebbiolo, los vinos de Barolo, están divididos entre los tradicionales y los modernos.
El origen de los dos estilos está en la época de producción pretecnológica. Antes de la llegada de la fermentación en una temperatura controlada, la cosecha tardía del nebbiolo implicaba que los vinos se fermentasen en un tiempo frío. Estas bajas temperaturas retrasaban la fermentación varios días, prolongando el periodo de maceración y de extracción de los compuestos fenólicos, como los taninos. Cuando se empezaba con la fermentación, las temperaturas podían alcanzar los 35 o 38 °C, lo que reducía drásticamente los aromas y sabores potenciales del vino. Por su alto nivel de taninos, estos vinos necesitaban de cinco años o más de crianza en barrica para disminuir su astringencia. Los métodos tradicional y moderno también se diferenciaban en las menores condiciones higiénicas del primero. Esto llevaba a que el vino se infectase con bacterias en los tanques de fermentación de cemento o en los antiguos barriles de madera, y eso ayudaba a a que se desarrollaran sabores apagados y defectos potenciales del vino que requerían de 24 horas de decantación para disminuirse.
Hoy, tanto la vinificación tradicional como la moderna tienen estrictos controles higiénicos y la vinificación tradicional incorpora el uso de algunos equipamientos modernos. Algunos productores no optan por la tradicional o la moderna, y realizan la vinificación con elementos de ambas. Generalmente, la vinificación similar a la tradicional implica un largo periodo de maceración, de unos 20 o 30 días, y el uso de grandes barricas botti. Las técnicas modernas emplean una maceración de entre 7 y 10 días y una fermentación a temperaturas de 28 o 30 °C, que conservan los sabores frutales y los aromas. Hacia el final del periodo de fermentación, las bodegas suelen calentar algo el vino para fomentar el inicio de la fermentación maloláctica, que suaviza un poco la dura acidez de la nebbiolo. Los enólogos modernos tienden a usar barricas de roble más pequeñas, que necesitan sólo de un par de años para suavizar el carácter tánico de los vinos. El uso de roble nuevo imparte notas de vainilla, que tienen el potencial de cubrir la característica nota a rosas del vino de nebbiolo.

### Mezclas
En la región de Piamonte hay un largo historial de mezcla de la nebbiolo con otras variedades de uva para añadir color y/o suavidad a la intensidad tánica de la uva. Además de usarse variedades de uvas tintas como la barbera, la croatina y la bonarda piamontese, se usan uvas blancas como la arneis y la favorita. La mezcla de la nebbiolo con la arneis es tan común que un sinónimo de la arneis es Barolo bianco (barolo blanco).  Hoy, las regulaciones de la DOCG para Barolo y Barbaresco exigen que el vino sea 100 % de la variedad nebbiolo. En 1998, los productores de Barbaresco propusieron que se permitiese entre un 10 y un 15 % de otras uvas en su vino, pero los críticos de la prensa italiana evitaron este plan. Aunque hay alguna especulación, por críticos como Oz Clarke, de que la barbera, la syrah o la cabernet sauvignon podrían ser usadas para aumentar el color y el sabor de los vinos de Barolo por algunos productores, no hay pruebas concretas de que esto ocurra. En los vinos basados en nebbiolo de la DOC Roero se permite que haya entre un 2 y un 5 % de arneis, pero la mayoría de los productores no lo hacen. De igual modo, a los productores de Ghemme y Gattininara se les permite añadir a sus vinos basados en nebbiolo pequeñas cantidades de vespolina, croatina y bonarda. En la región lombarda de Valtellina se permite mezclar la nebbiolo con merlot, pinot noir, pignola, prugnolo y rossola nera.

## Regiones

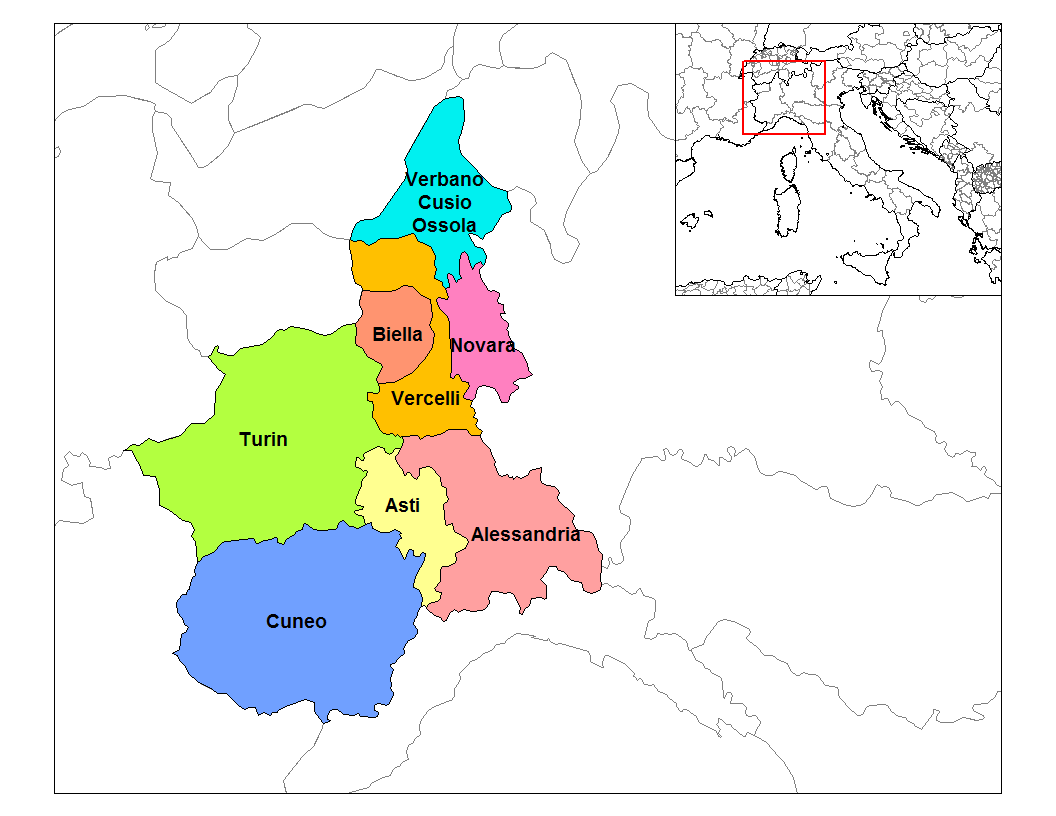
Provincias de la región del Piamonte.

La nebbiolo se encuentra sobre todo en el Piamonte, donde es la base de muchos vinos con DOCG, como los de Barolo, Barbaresco, Gattinara, Ghemme y Alba. A pesar del prestigio de los vinos de nebbiolo, está muy lejos de ser la uva más ampliamente plantada del Piamonte. En el año 2000 había unas 12 700 ha de nebbiolo que producían 125 000 hectolitros de vino, lo que supone solo un 3 % de la producción piamontesa. En contraste con esto, hay 15 veces más barbera en la región. A las afueras de Piamonte, se encuentra en las regiones del valle de Aosta, en Donnaz, y en Valtellina y Franciacorta, en Lombardía. En el Véneto hay una pequeña cantidad de viñedos de esta variedad, y algunos productores la usan para hacer el vino recioto de nebbiolo. Fuera de Italia, los productores estadounidenses están experimentando con esta uva con plantaciones en California, en el Estado de Washington, en Oregón y en Virginia. En la región norteña de la Baja California, en México, hay unas 2700 ha de nebbiolo. En Argentina hay unas 200 ha plantadas de esta variedad en la provincia de San Juan. En Australia algunos productores la han plantado exitosamente en el valle King, en la región de Victoria.

## Vinos

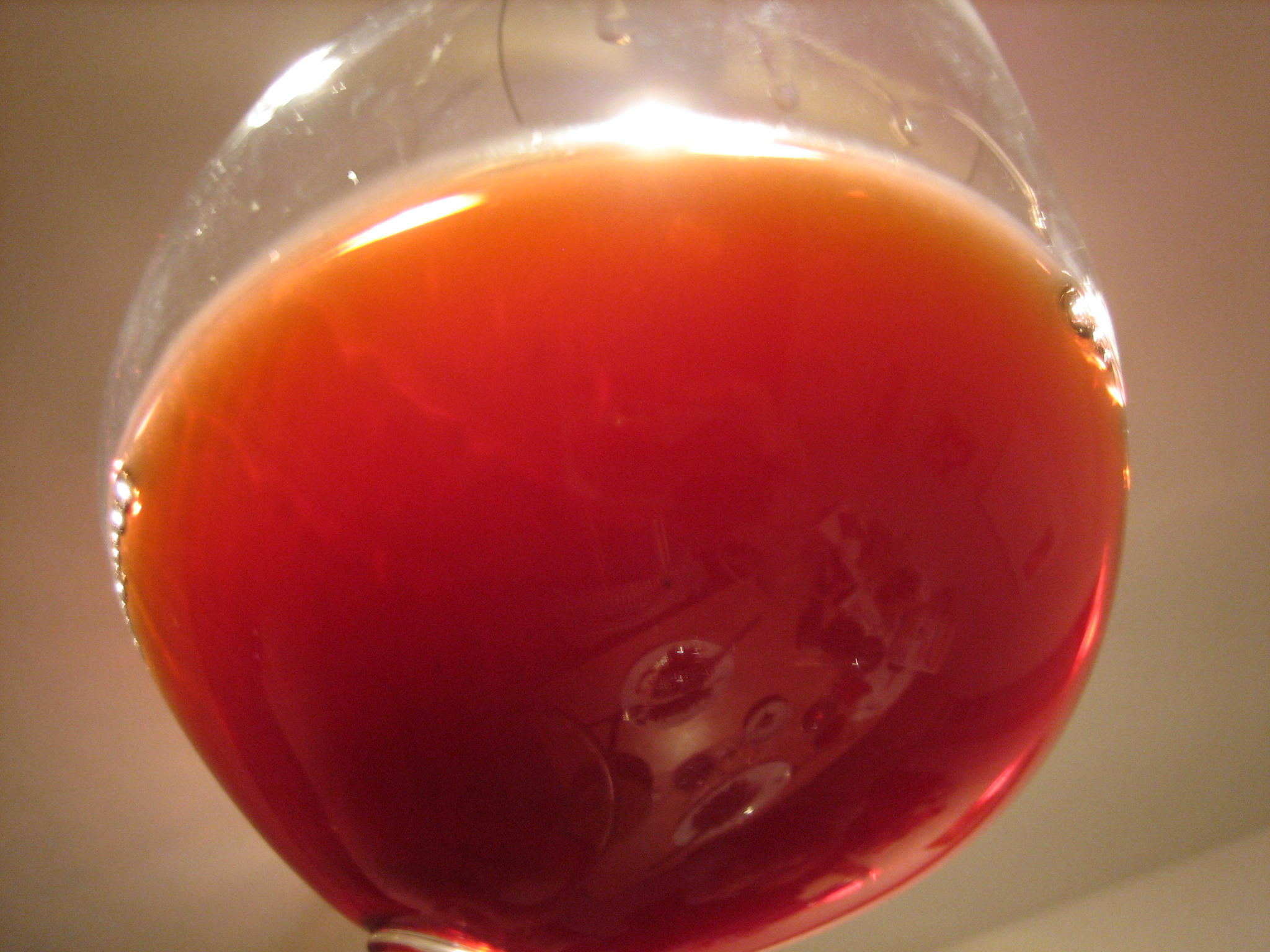
Imagen de un Barbaresco añejado de la cosecha de 1976.

Los vinos hechos de nebbiolo se caracterizan por su acidez y por sus taninos. Muchos ejemplares se realizan para pasar por una crianza y algunos de los vinos de mejor calidad necesitan al menos una década de crianza en barrica antes de ser del gusto de muchos consumidores y pueden seguir mejorando en la botella durante más de 30 años.
A medida que el vino de nebbiolo envejece, su bouquet se hace más complejo y aparecen aromas a alquitrán y a rosas. Otros aromas asociados con el nebbiolo son los frutos secos, ciruela damascena, cuero, licor, moras, hierbas frescas o secas y picante. Aunque los vinos de Barolo y Barbaersco tienden a ser más pesados y a necesitar más crianza, los vinos hechos al estilo moderno son aprovechables más jóvenes.
Los vinos más ligeros de Carema, Langue y Gattinara tienden a estar listos para ser bebidos tras pocos años de crianza. El nebbiolo de California y Australia varía dependiendo del productor y del viñedo.

## Sinónimos
La nebbiolo tiene muchos sinónimos en varios distritos del noroeste de Italia. En la provincia de Novara y en la provincia de Vercelli es conocida como Spanna. En el valle de Aosta y en el entorno de Carema es conocida como picutener. En Valtellina es conocida como chiavennasca.
Otros sinónimos son: barbesino, brunenta, femmina, lampia, marchesana, martesana melasca, melaschetto, melascone, michet, monferrina, morsano di Caraglio, nebbieul grosso, nebbieul maschio, nebbiolin, nebbiolin canavesano, nebbiolin lungo, nebbiolin nero, nebieu, nebieul, nebieul fumela, nebiolo, nebiolo du Piedmont, nibieul burghin, nibio, nibiol, nubiola, pantin, picot, picotendre, picote, picotenero, picoultener, picoutendro maschio, počte, prugnet, prunent, prunenta, pugnet, rosetta, Spagna, span, Spana commune, Spana grossa y uva Spanna.